# Windows Phone 8
Windows Phone 8, kodnog imena Apollo je noviji operativni sustav razvijen u Microsoftu za mobilne uređaje. Nasljednik je operativnog sustava Windows Phone 7.8. Najznačajnija promjena u odnosu na prethodnika je korištenje NT kernela čime će se proizvođačima olakšati izrada aplikacija za Windows 8 i Windows Phone 8.
Operacijski sustav je u razvoju od 2011., a predstavljen je 29. listopada 2012. u San Franciscu, samo nekoliko dana nakon predstavljanja Windowsa 8.
Nasljednik Windows Phonea 8 jest Windows Phone 8.1 kodnog imena Blue.

## Nadogradnje
Windows Phone 8 je primio 3 nadogradnje. Najnovija je Update 3 (GDR 3) koja je donijela nove mogućnosti kao i poboljšanje performansa i ispravke programskih pogrešaka.

### Što je novo?

#### Update 1 (GDR 1)
- poboljšano iskustvo s Wi-Fi vezom
- poboljšanje Internet Explorera
- odgovori SMS-om na poziv
- poboljšanje iskustva s SMS porukama
- ina poboljšanja

#### Update 2 (GDR 2)
- poboljšana sinkronizacija s računom na Googleu
- poboljšanje Xbox Musica
- FM radio
- Data Sense
- Skype
- poboljšani Internet Explorer
- poboljšana kamera
- ina poboljšanja

#### Update 3 (GDR 3)
- poboljšana pristupačnost
- način rada za vožnju
- poboljšano korištenje memorije
- poboljšano iskustvo s Bluetoothom i Wi-Fi vezom
- nove mogućnosti za melodije zvona
- prijeglednik aplikacija
- opcija zaključavanja orijentacije zaslona
- iona poboljšanja

## Dostupni jezici
Albanski, arapski, azerbajdžanski, bjeloruski, bugarski, katalonski, kineski pojednostavljeno (PRC), kineski tradicionalno (Tajvan), hrvatski, češki, danski, nizozemski, engleski (UK), engleski (SAD), estonski, filipinski, finski, francuski (Francuska), njemački (Njemačka), grčki, hebrejski (Izrael), hinduski (Indija), mađarski, indonezijski, talijanski, japanski, kazaški, korejski, latvijski, litavski, makedonski, malajski, norveški, perzijski (Iran), poljski, portugalski (Brazil), portugalski (Portugal), rumunjski, ruski, srpski, slovački, slovenski, španjolski (Španjolska), španjolski (Meksiko), švedski, tajski, turski, ukrajinski, uzbečki, vijetnamski.

### Unutarnje poveznice
- Windows 8
- Windows Phone
- Windows Phone 7
- Windows Phone 8.1

### Zajednički poslužitelj
|  | Zajednički poslužitelj ima stranicu o temi Windows Phone 8    |
|  | Zajednički poslužitelj ima još gradiva o temi Windows Phone 8 |

## Vanjske poveznice
- (en) Techradar.com - Predstavljanje Windows Phone 8 i detalji OS-a